# قاذفة ليلية

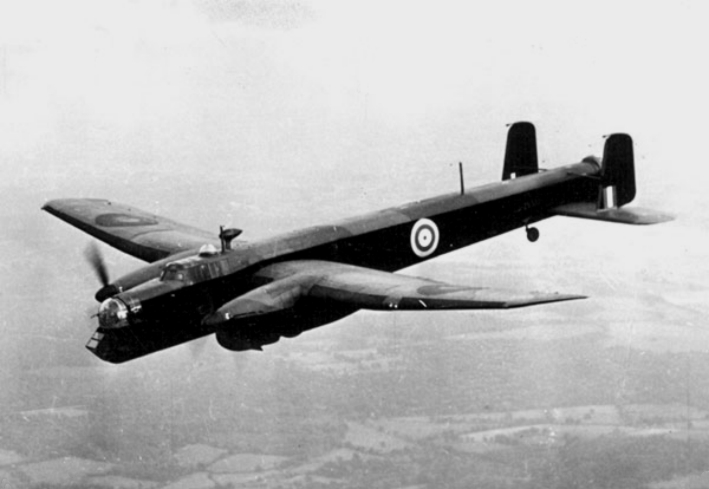
أرمسترونج وايتورث وايتلي ، قاذفة قنابل ليلية بريطانية، حوالي عام 1940.

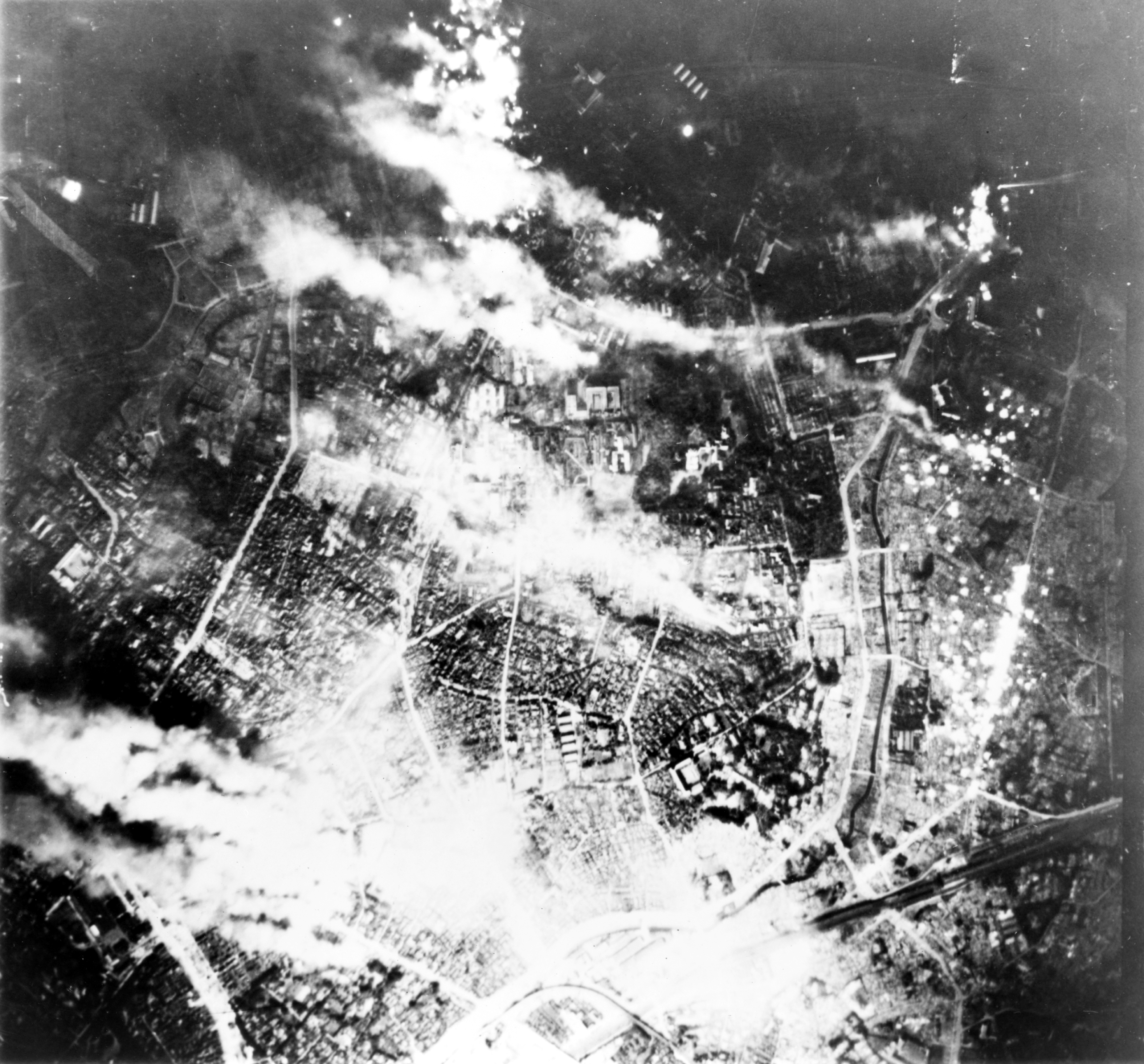
قصف طوكيو بواسطة طائرات بوينج بي-29 سوبرفورتريس بالقنابل الحارقة ليلة 26 مايو 1945.

القاذفة الليلية هي طائرة قاذفة مخصصة لتنفيذ مهام القصف الليلي. المصطلح الآن يمتلك أهمية تاريخية. بدأ القصف الليلي في الحرب العالمية الأولى وانتشر على نطاق واسع خلال الحرب العالمية الثانية. تم تصميم عدد من أنواع الطائرات الحديثة في المقام الأول للقصف الليلي ، لكن القوات الجوية لم تعد تشير إليها على أنها قاذفات قنابل ليلية. تشمل المصطلحات الأكثر شيوعا اليوم الطائرات المقاتلة الأعتراضية والهجومية، وتتميز هذه الطائرات إلى امتلاك قدرات في جميع الأحوال الجوية، ليلا أو نهارا.

## الحرب العالمية الأولى
كان القصف الاستراتيجي والقصف الليلي جديدا في الحرب العالمية الأولى ، وكان هناك الكثير من التجارب في الليل مع طائرات مثل Gotha G.IV وGotha G.V وهاندلي بيج تايب أو والعديد من الطائرات العملاقة مثل Riesenflugzeuge و سيكورسكي إيليا موروميتس. كانت الملاحة صعبة وكانت الدقة شبه معدومة ولكن التأثير النفسي كان قويا. كان القصف الليلي بمثابة سلاح إرهابي ضد المدنيين.
قبل إدخال الرادار ، كان من المستحيل تقريبا تحديد موقع الطائرات التي تحلق في الليل بدقة كافية للهجوم. تم استخدام الموقع الصوتي للحصول على إحداثيات تقريبية أولية. يمكن للأضواء الكاشفة التي تمسح السماء أن تضيء الطائرات بالصدفة وقد تتتبعها لفترة كافية حتى تطلق المدفعية المضادة للطائرات بضع طلقات. بدلاً من ذلك، تم استخدام المقاتلات الليلية للاعتراض. وأيضا يتعاونون مع الكشافات أو حاولوا اكتشاف القاذفات في ضوء القمر. كان معدل نجاح مثل هذه الدفاعات منخفضا جدا لدرجة أنه كان يعتقد على نطاق واسع بمبدأ "القاذفة ستمر دائما"، على حد تعبير رئيس الوزراء البريطاني ستانلي بلدوين. منذ الحرب العالمية الأولى ، كان ينظر إلى القاذفة على أنها سلاح إرهابي، وكان ينظر إليها لاحقا على أنها سلاح استراتيجي أساسي للحرب الشاملة. كما قال بلدوين لاحقا، كان هدفهم الأساسي هو "قتل نساء وأطفال العدو بسرعة أكبر مما قتلوا نساءك وأطفالك". 

## فترة ما بين الحربين العالميتين والحرب العالمية الثانية
مع نمو قدرات الطائرات، زادت قوتها النارية الدفاعية. بحلول منتصف الثلاثينيات من القرن العشرين، كانت الآراء تتغير وظهرت فكرة غارات الطائرات في وضح النهار التي توفر دفاعات عن نفسها. من الناحية العملية، أثبتت هذه الطائرات أنها عرضة تماما للطائرات المقاتلة الحديثة وعادت بسرعة إلى دور القصف الليلي. ومع ذلك، لم تكن هذه الطائرات مصممة للملاحة الليلية، وكانت تفتقر بشكل عام إلى أي تأثير في هذه المهام:
لا أعتقد أننا أدركنا في ذلك الوقت أن معداتنا لم تكن على مستوى ذلك حقا. لقد نسوا تصميم أو إنتاج أي معدات للملاحة، لذلك كان على قاذفة ويلينجتون، التي كان من المفترض أن تكون قاذفة نهارية، أن تعمل في الليل لأنها كانت ضعيفة للغاية خلال النهار. كان لديها تقريبا نفس المعدات التي كانت تمتلكها عثة النمر ، مع استثناء واحد - كان لدى ويلينجتون حلقة هوائية. كنا هنا نحلق لمسافة 500 أو 600 ميل فوق أراضي العدو، في محاولة لتحديد موقع هدف في حالة انقطاع تام في العتمة، غالبا مع وجود سحابة تحتنا والكثير من الضباب الصناعي. ليس من المستغرب أن قاذفاتنا كانت على بعد 5 أو 10 أميال. لم يكن هناك تيار هوائي للقاذفات. كنا بمفردنا إلى حد كبير ، ربما 10 أو 14 طائرة على فترات.
—جون جي، طيار في قيادة القاذفات 

كانت القوات الجوية الأمريكية هي القوة الوحيدة التي مضت قدما في غارات القصف الاستراتيجي في وضح النهار خلال الحرب العالمية الثانية. ثبت أن هذا كان كارثيا مثل محاولات سلاح الجو الملكي والوفتفافه السابقة، وكان لا بد من إلغاؤه في أواخر عام 1943. سمح وصول مقاتلة بيه-51 موستانغ في دور "مرافقة القاذفات" لهذه المهام بالبدء مرة أخرى في عام 1944، وكانت المقاتلة ناجحة للغاية لدرجة أن قوة مقاتلات الوفتفافه تم القضاء عليها تقريبا بحلول نهاية الربيع. في وقت لاحق، بدأ سلاح الجو الملكي البريطاني أيضا في المشاركة في غارات القصف في وضح النهار أيضا، مما عزز الهزيمة.
طبقت القوات الجوية الأمريكية أيضا نفس المفهوم مع غارات القصف ضد اليابان في يونيو 1944 وأوائل عام 1945مع قصف دقيق في وضح النهار ضد المنشآت االصناعية اليابانية باستخدام قاذفات القنابل الثقيلة من طراز بوينغ بي-29 سوبر فورترس. ومع ذلك، لم تكن النتائج ناجحة بسبب التيار الهوائي النفاث المتكرر الذي يفجر المتفجرات الشديدة بعيدا عن الهدف، ومشاكل الملاحة، والنيران المضادة للطائرات، والكشافات، مما أدى إلى خسائر كبيرة بين أفراد طاقم B-29. نتيجة لذلك، في فبراير 1945، تحولت القوات الجوية الأمريكية إلى غارات حارقة منخفضة المستوى ضد المدن اليابانية، وقع معظمها في الليل. كانت الغارة الجوية الأكثر تدميرا في الحرب هي القصف الحارق على طوكيو ليلة 9-10 مارس 1945 ، والتي دمرت 16 ميلا مربعا ، وقتلت 100.000 ياباني، وشردت مليون شخص.  